# Сеишу Ханаока
Сеишу Ханаока (на японски: 華岡青洲) е японски лекар, извършил първата в света успешна операция на рак на гърдата с обща упойка.

## Биография
Роден е като Ханаока Умпеи на 30 ноември 1760 г. в провинция Киши, днешна Кинокава, префектура Вакаяма, по времето на управлението на Шогунат Токугава. През 30-те години на XVII век шогунатът налага самоизолация на страната и сведения за живота и науката в другите страни стигат до японските учени само чрез Китай и Холандия, с които контактите са запазени. Ханаока изучава традиционна китайска медицина, както и т. нар. „холандска наука“ (от японски: рангаку – буквално „холандология“), включваща сведения за различни области на познанието, получени от холандски книги.
Повече от 20 години Ханаока разработва упойка, която нарича „цунен-сан“ или „мафуцу-сан“, за която използва растения като татул, самакитка и други. На 13 октомври 1804 г. той извършва първата в света успешна операция на рак на гърдата с обща упойка. Пациентката е 60-годишна жена на име Аия Кан. Ханаока извършва 156 операции на рак на гърдата, както и други хирургически операции. Той измисля и модифицира някои хирургически инструменти. Обучава и ученици. Занимава се и с поезия. Определян е като един от най-известните японски лекари за времето си и в Япония, и в други страни.

## В литературата
Подробната биография на Сеишу Ханаока е описана в монография на Шузо Куре, публикувана през 1923 г. Това е най-задълбоченото изследване за Ханаока, но среща и някои критики за допуснати неточности. До днес е запазен ръкопис, отразяващ първата успешна операция на рак на гърдата, за който се счита, че е дело на Ханаока, макар че някои специалисти намират за по-вероятно да е писан от негов ученик. Този ръкопис е сред документите, използвани от японската писателка Савако Арийоши при написването на един от най-известните ѝ романи – „Съпругата на доктор Ханаока“ (1966 г.).